# Song Khwae (huyện)
Song Khwae (tiếng Thái: สองแคว) là một huyện (amphoe) ở tây bắc thuộc tỉnh Nan, phía bắc Thái Lan.

## Lịch sử
Tiểu huyện (King Amphoe) Song Khwae được thành lập 1 tháng 4 năm 1992 với 3 tambon tách ra từ huyện Chiang Klang. Đơn vị này đã được nâng cấp thành huyện ngày 11 tháng 10 năm 1997.

## Địa lý
Các huyện giáp ranh (từ phía đông theo chiều kim đồng hồ): Thung Chang, Chiang Klang và Tha Wang Pha thuộc tỉnh Nan, Pong và Chiang Kham thuộc tỉnh Phayao. Phía bắc giáp với tỉnh Xaignabouli của Lào.

## Hành chính
Huyện này được chia thành 3 phó huyện (tambon), các đơn vị này lại được chia ra thành 25 làng (muban). Không có khu vực thành thị, có 3 Tổ chức hành chính tambon.
| STT | Tên          | Tên tiếng Thái | Số làng | Dân số |  |
| --- | ------------ | -------------- | ------- | ------ |  |
| 1.  | Na Rai Luang | นาไร่หลวง       | 10      | 5.693  |  |
| 2.  | Chon Daen    | ชนแดน          | 9       | 2.989  |  |
| 3.  | Yot          | ยอด            | 6       | 2.825  |  |